# Moësa (huyện)
Huyện Moësa (tiếng Pháp: District du Moësa, tiếng Đức: Bezirk Moësa) là một huyện hành chính của Thụy Sĩ. Huyện này thuộc bang Graubünden. Huyện Moësa có diện tích 496 km², dân số theo thống kê của cục thống kê Thụy Sĩ năm 1999 là 7572 người. Trung tâm của huyện đóng ở Roveredo. Mã của huyện là 1828.